# Indici di edificabilità
Gli indici di edificabilità, detti anche indici di fabbricabilità, costituiscono i parametri di densità edilizia riferiti ad un'area fabbricabile, cioè definiscono quanto è lecito costruire su un terreno in funzione della sua superficie.

## Nel mondo

Schema illustrativo del rapporto tra Floor Area Ratio (FAR) e Floor Space Index (FSI) e Building Coverage Ratio (BCR)

### Paesi anglosassoni
A differenza dell'Italia, dove in linea di massima l'indice è unico e riferito al rapporto fra volume edificato e superficie del terreno sul quale si costruisce, in molti paesi anglosassoni si usano indici distinti, uno per il rapporto tra superficie occupata dalla costruzione e area edificabile, in inglese Building Coverage Ratio (BCR) e un secondo per il rapporto fra superfici piane lorde e area edificabile, detto Floor to Area Ratio (FAR) o Floor to Space Index (FSI).
Nel 1916 a New York vennero introdotte delle norme (Zoning Resolution del 1916) sulle altezze massime e la distanza dai confini per evitare che i grattacieli togliessero troppa luce ed aria agli edifici circostanti. Nel 1961 i criteri urbanistici vennero rivisti introducendo il concetto di rapporto tra superfici piane e area edificabile, ossia la Floor Area Ratio (FAR). Alcuni edifici costruiti prima del 1961 hanno un indice FAR oggi inammissibile, come l'Empire State Building che ha un FAR di 25. Questi edifici producono una rendita economica derivante dagli affitti di gran lunga superiore rispetto ad edifici più recenti che occupano aree di simile estensione.

### In Francia
In Francia i due indici si chiamano Coefficient d'emprise au sol (CES) per indice di occupazione del suolo, e Coefficient d'occupation des sols (COS) per il rapporto tra superfici piane edificate e area edificabile.

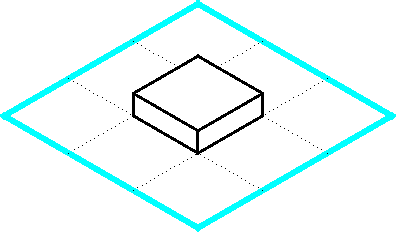
Area con COS di 0,11 e un CES di 0,11
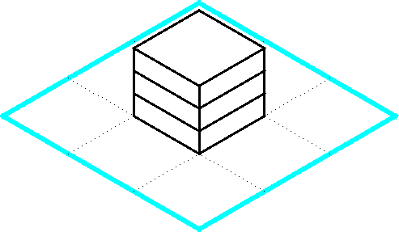
Area con COS di 0,33 e un CES di 0,11
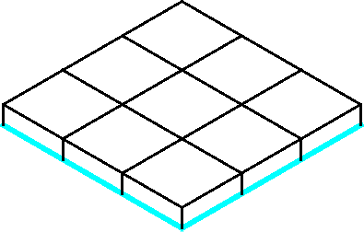
Area con un COS di 1,00 e un CES di 1,00
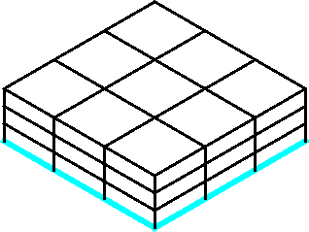
Area con un COS di 3,00 e un CES di 1,00

## Italia
L'indice di fabbricabilità viene determinato attraverso la pianificazione urbanistica, che viene redatta dal comune italiano e che entra in vigore secondo procedure formalizzate, dettate dalle leggi regionali a seguito delle riforma costituzionale del 2001. L'adozione e la definitiva approvazione passa dalla partecipazione dei cittadini e degli enti sovraordinati (regione e provincia).
In funzione del contesto di applicazione, l'indice si presenta come indice di fabbricabilità fondiaria (Iff) o indice di fabbricabilità territoriale (Ift); quest'ultimo inclusivo delle quote di viabilità e delle aree pubbliche dovute.
L'indice di fabbricabilità e in generale gli indici di densità edilizia sono definiti dall'art. 7 del Decreto ministeriale 2 aprile 1968, n. 1444, che detta gli indici massimi, differenziandoli in base alla zona omogenea (A, B, C ed E). Da notare che tali limiti inderogabili di densità edilizia siano molto lontani da quelli effettivamente applicati.

### Descrizione
La voce compare normalmente al plurale perché gli indici sono in effetti due.
Da un lato vi è l'indice di edificabilità territoriale o indice di fabbricabilità territoriale (Ift), che definisce il complessivo carico di edificazione che può gravare su di una zona territoriale omogenea ed è definito al lordo degli spazi pubblici. Tale indice viene in rilievo laddove la zona non sia ancora urbanizzata e quindi non sia ancora possibile identificare gli spazi destinati al pubblico interesse; infatti considera, per la determinazione dei limiti, anche le superfici che verrebbero occupate da infrastrutture e in modo particolare dalle strade.
In queste circostanze è possibile che la fabbricabilità sia espressa in termini di superficie lorda del costruito (invece della sua volumetria) consentendo all'ente decisore di regolare il carico insediativo nelle nuove trasformazioni invece che la dimensione fisica degli insediamenti. L'indice di fabbricabilità territoriale è espresso nella forma "n m²/m²", e regola la Superficie lorda (SUL) fabbricabile in funzione della Superficie del Lotto (Sl):
{\displaystyle {SUL}={Ift}*{Sl}}
In seguito all'urbanizzazione, invece, viene in rilievo l'indice di edificabilità fondiaria o indice di fabbricabilità fondiaria (Iff), che è riferito al singolo lotto ed è al netto degli spazi pubblici. L'indice fondiario determina il massimo volume fabbricabile (espresso in m³) data l'area della superficie fondiaria a disposizione (espressa in m²).
{\displaystyle {Vf}={Iff}*{Sf}}
L'indice di fabbricabilità fondiaria si esprime nella forma "n m³/m²", dove n è un valore numerico spesso decimale (per esempio 1,5 m³/m²).
L'indice di edificabilità fondiaria di uno specifico lotto viene riportato nel relativo Certificato di destinazione urbanistica, rilasciato dal Comune di pertinenza. L'indice ha una diretta ricaduta sul valore economico dell'appezzamento.

### Determinazione dell'indice fondiario
Gli indici di edificabilità fondiaria sono normalmente fissati negli strumenti urbanistici comunali, come il Piano regolatore generale comunale. Il pianificatore, però, non è completamente libero nelle sue scelte. Sia il decreto ministeriale 2 aprile 1968, n. 1444 che i vari legislatori regionali, infatti, comprimono l'autonomia comunale entro limiti inderogabili, che l'ente locale non può violare, a pena di illegittimità parziale del piano stesso.
Lo scopo fondamentale degli indici di edificabilità è quello di permettere la quantificazione della volumetria edificabile su di un lotto. Il calcolo della cubatura massima è però complicato da alcuni fattori, tra i quali il problema dello scomputo degli immobili preesistenti e la crescente tecnica della perequazione urbanistica. Di fronte alle scelte dell'amministrazione pubblica, comunque, il proprietario non è del tutto inerme, potendo ricorrere, quando possibile, all'istituto della cessione di cubatura per sfruttare su di un fondo la volumetria sviluppata altrove.

## Esempi

### Milano
Il Piano di governo del territorio (PGT) di Milano (https://www.pgt.comune.milano.it/) valido da febbraio 2020, noto come Milano 2030, all'art. 6, 'Indice di edificabilità territoriale' recita: Alle aree comprese negli ambiti del Tessuto Urbano Consolidato (TUC) ... è attribuito un Indice di edificabilità Territoriale unico pari a 0,35 mq/mq .... Ma in casi specifici è consentito il raggiungimento di un Indice di edificabilità Territoriale massimo di 0,70 mq/mq o anche è elevato a 1 mq/mq 
Le norme milanesi, ritenute troppo restrittive da alcuni imprenditori, costruttori, tecnici e politici amici, sono oggetto di continui tentativi di re-interpretazione, al punto che se ne è interessata la magistratura con le indagini e i rinvii a giudizio nel 2024. Il primo cantiere oggetto di indagini è stato quello della Torre Milano di via Stresa. Su un lotto di 4.900 mq sono stati realizzati 10.500 mq di superficie commerciale, (indice di oltre 2 mq/mq), costruendo un grattacielo residenziale di 84 metri e 24 piani, al posto di due palazzine di due e tre piani e autorizzato come una ristrutturazione.
Contro le interpretazioni restrittive si è tentata la strada della 'legge ad hoc' nota come 'Salva Milano', che avrebbe dovuto autorizzare deroghe e semplificazioni alle pratiche urbanistiche a Milano.